# 勝山城 (甲斐国都留郡)
勝山城（かつやまじょう）は、山梨県都留市川棚にあった日本の城（山城）。県指定史跡。戦国時代には郡内領主小山田氏の居館谷村館の詰城で、豊臣系大名時代に近世城郭として整備される。江戸時代には谷村藩庁である谷村城の属城で、絵図に拠れば二本の内橋によって連結されていた。現在では城山公園として整備されており、都留市二十一秀峰にも選ばれている。

## 立地と歴史的景観
所在する都留市川棚は県東部の山間地である郡内地方に位置し、都留市街は富士北麓の山中湖から発し丹沢山系や御坂山系の支流を集めて北流し、大月市猿橋へ至る桂川（相模川）流域の平坦地に展開している。
勝山城は市街北西に位置し、富士山から流出した溶岩台地（猿橋溶岩）が桂川によって侵食された丘陵地帯である「城山」に立地する。城山は花崗岩質の独立丘陵で、標高は571メートル・比高100メートル、山頂からは富士山を背景に市街を望む。勝山城の東側には桂川と平行して甲州街道から分岐し吉田（富士吉田市）へ至る富士道が南北に通過し、郡内領主・武田家臣小山田氏の居館で近世には谷村藩の藩庁として郡内支配の拠点となった谷村館（谷村城）が存在する。
西側にも平坦地と南北に通じる山道が存在するが、現在は中央自動車道（富士吉田線）のルートとなり城山の一部は破壊を受けている。また、勝山城北部には小山田氏の旧居館の中津森館（都留市金井）が位置し、富士道を北上した大月市域には詰城であった岩殿城が位置する。
富士山の火山活動は縄文時代前期には活発であったが縄文中期には沈静化し、谷村においては縄文中期段階からの定住痕跡が見られる。古代の律令制下においては都留郡に比定され、都留市古川渡や大月市大月は都留郡家所在地の候補地となっている。
中世における甲斐国では甲府盆地で甲斐源氏の一族が各地へ定着したのに対し、郡内地方では古郡氏ら非甲斐源氏系の氏族が出現する。桂川下流地域は古郡郷に含まれていたと考えられており、古郡郷には波加利荘の新荘が立荘されている。郡内は歴史的に甲府盆地のほか地理的に隣接する相模国とも深い関係にあり、戦国期には武田家臣となった小山田氏が谷村に居館を構え、武田氏・後北条氏をはじめ甲府盆地や対外勢力との政治・外交状況の変化によって左右された。また、富士道は富士道者が通過する信仰の道としても機能している。
近世には徳川氏や豊臣系大名と領主が変遷し、特に豊臣政権下では有力大名の徳川家康が関東に移封されたため、甲斐国や谷村・勝山城は豊臣系大名と徳川領国の最前線として重要視された。江戸時代には甲斐国が徳川領や幕府直轄領となり、谷村や勝山城の位置付けも変化する。

## 勝山城の築城と領主変遷

### 小山田氏時代の郡内地方と城館
戦国時代の甲斐国では守護・武田氏と有力国衆・後北条氏ら対外勢力との抗争で乱国状態となり、郡内においては小山田氏が台頭し、武田氏と抗争している。小山田氏は室町期の明応年間には活動が見られ、大永7年（1527年）には中津森館を本拠としていることが確認される。
小山田氏当主の小山田信有（越中守信有）期には武田氏に臣従し武田家臣団となり、享禄5年/天文元年（1532年）には火災による焼失を機に居館を谷村館（都留市谷村）へ移転し、新城下町を形成している（『勝山記』）。
谷村の城下町形成に伴い、勝山城は岩殿城に代わる詰城として整備されたとも考えられているが、考古・文献両面からは確認されていない。郡内地方の交通路において吉田（富士吉田市）・忍草（南都留郡忍野村）方面から大月へ向かう諸道はいずれも中津森館を経由しているため、勝山城は中津森館に代わる交通路の掌握・警護を目的として小山田氏時代に城砦が存在していたとする説もある。
天文13年（1544年）には武田氏は後北条氏と甲相同盟を結び、小山田氏は後北条氏との取次を務める。さらに武田と駿河今川氏の間でも同盟が結ばれ、後北条氏と今川氏も相互に同盟が結ばれると郡内は政治的に安定するが、信玄後期の永禄11年（1568年）から元亀3年（1572年）の間、勝頼期の天正6年（1578年）以降には甲相同盟が解消され郡内も政治的緊張状態にあったと考えられている。

### 天正壬午の乱と徳川氏時代の勝山城
天正10年（1582年）3月、織田・徳川連合軍による武田領国侵攻により武田氏は滅亡する。郡内領主の小山田信茂は勝頼から離反して織田氏に出仕するが信茂は処刑され小山田氏も滅亡し、都留郡の国衆・小山田家臣も離散する。織田氏の甲斐仕置では郡内を含む甲斐一国は織田家臣の河尻秀隆に与えられるが、同年6月の本能寺の変後に発生による一揆で秀隆は死去し、河尻氏の郡内支配の影響は少ない。
本能寺の変後に甲斐・郡内を含む武田遺領が空域化すると、三河国の徳川家康、相模国の北条氏直、越後国の上杉景勝の三者で甲斐・信濃の武田遺領を巡る天正壬午の乱が発生し、家康が甲斐南部の河内領をはじめ甲斐衆の多くを味方につけたのに対し、後北条氏は郡内の計略を行う。北条氏直は北杜市須玉町若神子の若神子城に本陣を起き、織田・後北条両氏は八ヶ岳南麓・七里岩台上にあたる、現在の北杜市域に布陣して互いに対峙した。後北条氏は徳川氏の背後を突くため8月9日には笹子峠（甲州市大和町）に布陣していた後北条勢が徳川方の大野砦（山梨市大野）へ侵攻し、8月10日には小田原から派遣された後北勢が本栖城を攻めた。さらに8月12日には北条氏忠の軍勢が鎌倉街道を侵攻し、黒駒合戦（笛吹市御坂町上黒駒・下黒駒）において敗退している。こうした動向から後北条勢は谷村・勝山城を含む都留郡全域と交通路を支配下においていたと考えられている。
『治世元紀』『武家事紀』には後北条氏は谷村に拠点をおいていた可能性を示す記述があり、後北条氏は鎌倉街道沿いの御坂峠の御坂城を改修してことから、谷村館や勝山城も後北条氏による修築が行われていたとも考えられているが、2010年時点でそれを示す史料は発見されていない。
同年10月29日には徳川・北条同盟が成立し、後北条氏は甲斐国から撤兵し、郡内領も徳川方に明け渡された。『家忠日記』には和議後の11月7日に「勝山取出普請」とあり、徳川家による修築が行われたが、これは谷村城の可能性もある。ただし徳川家康は郡内へ家臣の鳥居元忠を配置したが、元忠は郡内領の支配拠点を岩殿城に置いたという。

### 豊臣大名時代の勝山城
天正18年（1590年）7月の小田原合戦により後北条氏が滅亡し、さらに奥州仕置により天下統一が達成されると、豊臣政権では全国的な大名配置換えを実施する。この大名配置換えにおいて徳川家康は関東へ移封となり、甲斐国には天正18年8月1日から天正19年（1591年）2月中旬まで羽柴秀勝が、天正19年2月中旬から文禄3年（1594年）1月17日まで加藤光泰が、文禄3年2月初旬から慶長5年（1600年）まで浅野長政・幸長が配置される。
羽柴・加藤・浅野三氏時代の甲斐統治では甲斐一国を国中・河内・郡内に区分して一門・家老を配置している共通性を持ち、いずれも徳川家康の領国と接する郡内は国中・河内とは別の人物を配置し、重視された地域であることが指摘される。
浅野氏時代の甲斐統治では、郡内担当者として家老の浅野氏重（良重、左衛門佐）が配置される。氏重は当主である長政・幸長との系譜関係は不明であるが、国中・河内を担当した浅野忠吉とともに一族の重鎮であったと考えられており、甲斐入国時の文禄4年に「良重」から「氏重」に改名している。氏重の郡内支配では配下に川口長重、伊藤又兵衛、大橋吉景、沖吉勝、不破高利が代官を務めている。
『甲斐国志』では勝山城の築城者を氏重とし、浅野氏時代に勝山城跡に所在していた八幡神社が現在地に移転されたとされ、縄張りが行われたという。
一方、2010年時点で氏重の築城のみならず羽柴・加藤・浅野氏時代を通じて豊臣大名の勝山城築城を示す確実な史料は確認されないことが指摘される。浅野氏入国の半年後にあたる文禄3年8月28日付の浅野氏重夫人寄進状写によれば、氏重夫人が都留郡小野村（都留市小野）の小野熊野神社に神田を寄進した際に、氏重に対して「御城様」の呼称で呼んでおり、このため浅野氏が入国した時点ですでに勝山城は築城されていたと考えられている。また、氏重は文禄3年に鳴沢村の百姓中に対して木材の徴発を命じている史料があることから、これを勝山城の修築に関するものとする説もあるが、同時期の甲府城築城に関する史料の可能性も指摘される。
従来は谷村館の詰城はさらに北方にある桂川沿いの岩殿山に築かれた岩殿城（大月市賑岡町岩殿）であると考えられていたが、現在では戦国期の本城と詰城との位置関係から、距離のある岩殿城よりも勝山城が詰城であったと考えられている。

## 近世の勝山城と御茶壷道中
江戸時代前期には、江戸城において将軍が御用する茶が京都宇治からもたらされる宇治採茶使(御茶壷道中)と呼ばれる行事が存在した。茶壷は江戸を出て往路は東海道を空で運ばれ、宇治に着くと碾茶が詰められた。帰路は中山道・甲州街道を経て江戸城にもたらされ、越夏のため谷村において勝山城の茶壷蔵に保管されていたという。
御茶壺道中については『徳川実紀』に記録が見られるほか、江戸後期に編纂された地誌である『甲斐国志』においても著述され、「秋元三代絵図」や「下谷村明細書」など茶蔵の記された絵図や位置を記した文献資料もみられる。また、甲府徳川家の『甲府日記』には将軍家以外でも甲府徳川家・館林徳川家には採茶使を派遣している記事が見られ、いずれも谷村において茶壷が保管されていたとしている。寛永年間には秋元氏が茶壺蔵を設置したと伝わるが、発掘調査では確認されていない。
江戸時代に勝山城は山城としての性格を失い、『国志』によれば浅野氏時代には山頂の勝山八幡神社が八窪山山頂に移転されたという。江戸時代には両谷村・川棚村により管理され入山は制限され、文政4年には両村から畑開発の願書が出され再開発されたと考えられており、出土遺物においては銭貨や陶磁器が存在し信仰の対象となる祠の存在が想定されている。また、灯明皿が多いことから夜間の入山が行われていた可能性が考えられている。
昭和16年には谷村第一小学校敷地から山頂に東照宮が移転された。

## 縄張と遺構・遺物
勝山城の城域は東西約580メートル、南北約640メートル、周囲約2キロメートルで、面積は25万平方メートル。山頂に削平された平坦地があり、中央に本丸・二の丸・三の丸が所在する。
周辺には北尾根・東尾根・南尾根にそれぞれ曲輪群が存在し、本丸西側には内堀が存在する。城山の南から東・北側は桂川が天然の堀となっており、南から西側は一部人工的な開削による外堀も確認される。
発掘調査により本丸には構造物の存在を示す柱穴跡のほか南西隅には櫓台遺構、西側には織豊期の特徴を示す高石垣が確認され、甲斐国においては甲府城が総石垣の城郭であるが、勝山城も浅野氏時代に石垣が修築されたと考えられている。絵図類においては石垣は北側においても描かれているが、確認されていない。櫓台遺構は石垣を用いない土盛で、瓦類は検出されていない（櫓台遺構は山梨県では勝山城跡のほか武田氏館跡と瓦類を伴出する石垣構造と櫓台遺構を備える甲府城跡のみにおいて確認されている）。ほか、土塁、堀切の一部も確認される。
高石垣・櫓台遺構の存在から勝山城には谷村城下と逆側の西側を意識している点が指摘され、勝山城の西側に旧城下が存在した可能性が考えられているほか、総じて甲府城を意識した築城技法と評価され、甲府城の支城として機能されていた点が指摘される。
出土遺物はかわらけ、陶磁器や釘、煙管、鉄砲玉などの金属製品、銭貨などが確認されている。陶磁器の器種は17・8世紀の茶碗類、19世紀後半台の灯明皿、小杯、燗徳利、明治期の湯呑、急須など。銭貨は主に寛永通宝や北宋銭で構成される。

## 絵図類
勝山城や谷村城・谷村城下町に関する城絵図・村絵図については14種が確認されている。14種の絵図類はおおむね江戸中後期から近代の写本で、原本の存在・年代は不明。いずれも勝山城と谷村城・城下町を併せて描いており、勝山城のみを単独で扱った城絵図は国立国会図書館「甲斐国谷村城図」が唯一のもので、近世期の軍学においては勝山城に対する認識が低かったと考えられている。

## 研究史
勝山城については『甲斐国志』では浅野氏によって築城されたとし、縄張りや現存する遺構についても言及しているが、小山田氏との関わりについては著述していない。近代においても『国志』の見解が踏襲され、戦後には1978年（昭和53年）に郷土研究の窪田薫が『都留郡勝山城と小山田・秋元両氏について』において再検討を行い、小山田氏築城の可能性を提示している。また、戦後には考古学において中世城郭が着目され、『日本城郭大系』や『図説中世城郭辞典』などにおいて小山田氏築城説のほか、各種遺構や城郭の位置づけを検討している。
1991年（平成3年）には萩原三雄編『定本山梨の城』において小山田氏築城説のほか、天正壬午の乱の経緯において後北条氏による修築を受けている可能性も指摘している。一方、小山田氏築城説に関しては現在に至るまで史料的根拠を欠いており、1992年から編纂された『都留市史』においては浅野氏築城説への回帰が提唱されている。
2005年（平成17年）には都留市教育委員会にいて勝山城跡学術調査会が立ち上げられ、2008年（平成20年）まで考古、文献、都市史、石造物など総合調査が実施され、石垣の敷設された門跡、織豊期の高石垣、本丸櫓台跡や茶壷蔵推定地を検出し、都市史的アプローチでは城下町谷村の位置づけが論及された。
一方、文献調査においては新出資料の発見に至らず、依然として築城期を巡る問題などが課題として残されているが、一方で勝山城が甲府城を意識した織豊期城郭の特徴をそなえていることから、甲斐国織豊史や豊臣政権期研究においても着目すべき視点を提唱している。